# دریاچه ارچک
دریاچه ارچک (ترکی استانبولی: Erçek Gölü)  یک دریاچه در استان وان کشور ترکیه است.